# Autonomistes
Autonomistes fou un grup polític de tendència democristiana actiu a la Vall d'Aosta. Fou fundat el 1997 de la unió de la secció regional del Partit Popular Italià amb Per la Vall d'Aosta i alguns socialistes
A les eleccions regionals de la Vall d'Aosta de 1998 va obtenir el 12,8% i 5 diputats regionals. El 2001 es va unir amb la Fédération Autonomiste per a fundar Stella Alpina. Tanmateix, a les eleccions regionals de la Vall d'Aosta de 2003 es va restablir la Fédération Autonomiste i Stella Alpina es considera una continuació dels Autonomistes.